# Ellobius tancrei
Ellobius tancrei este o specie de rozătoare din familia Cricetidae. Este găsită în Asia.

## Descriere
Ellobius tancrei este adaptată foarte bine la viața subterană. Are o lungime a corpului (inclusiv capul) de 95–131 mm iar a cozii de 8–20 mm. Greutatea sa este de 30–88 g. Fața și creștetul au o pată de culoare maro închisă între urechi și ochi. Incisivii sunt de culoare albă pură, sunt drepți și lungi. Blana de pe partea dorsală este moale și catifelată iar culoarea sa variază de la maro nisipiu pal la maro cenușiu închis; cea de pe partea ventrală de la alb aproape pur la maro cenușiu închis. Vârful cozii are un smoc scurt de păr alb cenușiu. Labele au firele de păr albe și ghearele mici.

## Răspândire și habitat
Arealul speciei Ellobius tancrei include China, nord-vestul, centrul și sud-estul Mongoliei, sud-estul Kazahstanului, Kârgâzstan, Rusia, Tadjikistan și Uzbekistan. Habitatul său specific include stepe, semideșerturi, deșerturi și pajiști. Se găsește în mod special în văi umede și în apropiere de râuri și lacuri.

## Ecologie
Ellobius tancrei trăiește într-un sistem de vizuini cu pasaje ce au 5–6 cm în diametru și care de obicei se află la 10–40 cm sub pământ. Camerele de depozitare a hranei și de adăpost se află la 50–70 cm sub pământ. Specia este activă în timpul zilei și nopții, dar iese puțin la suprafață în timpul zilei iar în timpul nopții se poate îndepărta destul de mult de vizuină. Dieta sa conține părți subterane ale plantelor, mai ales tuberculi și bulbi de amidon.
De obicei, reproducerea are loc între aprilie și septembrie, când pot fi produse până la 6–7 rânduri de pui la intervale de 34–36 de zile. Perioada de gestație durează circa 26 de zile iar fiecare rând de pui constă în 3 până la 7 pui care rămân în vizuină până când sunt înțărcați pe la vârsta de 60 de zile.

## Stare de conservare
Ellobius tancrei are o răspândire largă, nu a fost identificat un declin al populației sale mari și nu au fost identificate amenințări majore per total, așa că Uniunea Internațională pentru Conservarea Naturii a clasificat-o ca fiind o specie neamenințată cu dispariția. Nu se știe dacă populația este în creștere sau în scădere și în jur de 11 % din arealul său din Mongolia se află în arii protejate.